# Buddhista naptár
A buddhista naptár (páli: Sāsanā Sakaraj; burmai: သာသနာ သက္ကရာဇ်, thai: พุทธศักราช - phutthasakkarat) különböző ázsiai országok luniszoláris naptáraira vonatkozik (Kambodzsa, Laosz, Burma (Mianmar), Thaiföld és Srí Lanka) vallásos és egyéb hivatalos alkalmakkor. Ezeknek a naptáraknak közös hagyományvonaluk van, mégis apró de fontos eltérések vannak közöttük például az interkaláció (szökőhónapok beiktatása), hónap nevek és számozások, ciklusok stb. Thaiföldön a buddhista kort számrendszerrel jelölik, amely megegyezik a thai luniszoláris naptárral és a thai naptárral.
A délkelet-ázsiai luniszoláris naptárak a hindu naptár egy régebb verziójából indultak ki, amely sziderikus évet használt. Az az egyik nagy különbség, hogy a délkelet-ázsiai rendszerben nem történik semmi egyeztetés, hogy szinkronban maradjon a szoláris évvel. Helyette a saját metón-ciklusukat használják és emiatt körülbelül minden 60 évben egy nappal távolabb sodródnak a mi szoláris évünktől. Az ő naptáraik szerint a hagyományos újév napja a 7. század közepén napéjegyenlőség idejére esett, ma viszont ez már elcsúszott április 17-ére.
A mai hagyományos buddhista luniszoláris naptárt csupán a théraváda  buddhista fesztiválokhoz használják és nincs hivatalos státusza sehol sem. Thaiföld hivatalos naptára egy újra számozott Gergely-naptár, a buddhista történelemhez igazítva.

## Bibliográfia
- Clancy, J.C. (1906. január 1.). „The Burmese Calendar: A Monthly Review of Astronomy”, London XXIX.
- Eade, J.C.. Southeast Asian Ephemeris: Solar and Planetary Positions, A.D. 638–2000. Ithaca: Cornell University (1989). ISBN 0-87727-704-4
- Eade, J.C.. The Calendrical Systems of Mainland South-East Asia, illustrated, Brill (1995). ISBN 9789004104372
- Htin Aung, Maung. Folk Elements in Burmese Buddhism. Rangoon: Department of Religious Affairs (1959)
- Irwin, Sir Alfred Macdonald Bulteel. The Burmese and Arakanese calendars. Rangoon: Hanthawaddy Printing Works (1909)
- Luce, G.H.. Old Burma: Early Pagan. Locust Valley, NY: Artibus Asiae and New York University (1970)
- Ohashi, Yukio.szerk.: Alan K. L. Chan, Gregory K. Clancey, Hui-Chieh Loy: Historical Perspectives on East Asian Science, Technology, and Medicine, illustrated, World Scientific (2001). ISBN 9789971692599
- Ohashi, Yukio.szerk.: H. Selin: Astronomy in Mainland Southeast Asia, Encyclopaedia of the History of Science, Technology, and Medicine in Non-Western Cultures, 2, illustrated, Springer (2007). ISBN 9781402045592